# فقيقيس
فقيقيس قرية فلسطينية تقع جنوب غرب مدينة دورا في محافظة الخليل جنوب الضفة الغربية. وهي من القرى التي احتلتها إسرائيل خلال حرب 1967. وترتفع عن سطح البحر نحو 726 مترًا.
تدار القرية من قبل مجلس قروي مع قرية خربة سلامة ووادي عبيد.

## السكان
بلغ عد سكان قرية افقيقيس في عام 2007 حوالي 271 نسمة وفقاً لجهاز المركزي للإحصاء الفلسطيني.